# Bayerischer Rundfunk
Bayerischer Rundfunk (în română Radiodifuziunea Bavarezǎ), abreviat BR, este un post de radiodifuziune și televiziune, cu sediul în München, capitala landului din Germania. BR este o organizație membră a consorțiului ARD al radiodifuzorilor publici din Germania.

## Istoric
Bayerischer Rundfunk a fost fondat în 1922 ca Deutsche Stunde in Bayern. A difuzat primul său program la 30 martie 1922. Primele emisiuni au constat în principal de anunțuri de timp, de știri, de vreme, de rapoartele pieței de valori și de muzică. Programarea a fost extinsă pentru a include piese de radio, concerte, programe pentru femei, cursuri de limbă, șah, opera, radio, știri și servicii de dimineață catolică și protestantă. Noul său studio din 1929 a fost proiectat de Richard Riemerschmid.       
Deutsche Stunde in Bayern a devenit Bayerischer Rundfunk în 1931. În 1933, la scurt timp după confiscarea puterii naziste, postul a fost pus sub controlul Ministerului Reich al lluminismului Public și Propagandei. După victoria asupra Germaniei naziste, guvernul american de ocupație militară a preluat controlul asupra stației. Exploatând că Radio München, a difuzat, printe altele, o acoperire live a studiilor și programelor de la Nürnberg, cum ar fi "War Never Again" ("Nie wieder Krieg")        
În  1949, Radio München a devenit Bayerischer Rundfunk iar în acel a stabilit VHF din Europa. O stație a fost adăugată la Nürnberg la începuturilor anilor 1950. Transmisiunile de televiziune au început în 1954. 

## Divizii
- Bayern 1
- Bayern 2
- Bayern 2 plus
- Bayern 3
- BR-Klassik
- B5 aktuell
- B5 plus
- Bayern mobil
- Bayern plus
- BR-Fernsehen

## Fundația juridică
BR este o societate saturată înființată în temeiul Legii bavareze a radiodifuziunii (Bayerisches Rundfunkgesetz), adoptată inițial în 1948 și actualizată în 1993 pentru a ține seama de cerințele unui mediu media și politic schimbat. Funcțiile sale sunt determinate de o bază juridică care stabilește principiile în care operează radiodifuzorul și structura organizării sale interne. 
Legea audiovizualului este completă de așa-numitul contract de stat difuzat (Rundfunkstaatsvertag), un acord de multilateral între toate 16 landuri germane care reglementează relația dintre difuzarea publică și cea privată în sistemul dual regde difuzare și care conține reglementări fundamentale în special pentru finanțare. La fel de important pentru activitatea audiovizualului bavarez este cooperarea consorțiului ARD, alcătuit din nouă alte companii regionale de radiodifuziune, precum și Deutsche Welle. Serviciul de radiodifuziune care în continuare susținut de bazele juridice europene relevante, precum și convenția privind serviciile media, care conține reglementări pentru ofertele online de difuzare bavareză.  